# Arkneti
Arkneti (en georgiano: არკნეთი; en ruso: Аркнети) o Arknet (en osetio: Арчънет) es una aldea que pertenece a la parcialmente reconocida República de Osetia del Sur, parte del distrito de Tsjinval, aunque de iure pertenece al municipio de Tighvi de la región de Iberia Interior de Georgia.

## Geografía
Arkneti está situado en la orilla del río Aghmosavleti Fronis, a 17 kilómetros de Korsnisi y de Tsjinvali.

## Historia
La expedición exploratoria en 1955 descubrió un túmulo de asentamiento de la Edad del Bronce Tardío en Arkneti. En el yacimiento de Vasatsqaro, se encontraron tumbas de fosa de la era antigua y moderna que contenían cerámica, cuentas de vidrio y pasta, joyas de bronce, anillos de plata y brazaletes de hierro. Una fosa contenía cinco monedas de plata partas del siglo I a. C.
En las fuentes históricas se le conoce como Erkneti. Vajushti de Kartli señala: "Sobre el desfiladero de Tsunari se encuentra la iglesia de Erkneti; allí residen monjes griegos del Monte Athos".
Este pueblo tenía una finca perteneciente al Monasterio de la Cruz de Jerusalén. Se menciona en el censo de 1794-1799 de Ioane Bagrationi. 
Tras la guerra ruso-georgiana, ha estado ocupado por Rusia y controlado de facto por la República de Osetia del Sur. Según la división administrativa de Osetia del Sur, forma parte del distrito de Tsjinval, comunidad de Tsjinvali.

## Demografía
La evolución demográfica de Arkneti entre 1989 y 2015 fue la siguiente:
| 294                                                      | 376 | 177 | 62 | 108 |
| (Fuente: Population of South Ossetia since Soviet times) |     |     |    |     |

Según el censo soviético de 1959, la mayoría de la población local eran osetios. En los distintos censos, la composición étnica de la aldea era la siguiente:
|              | 1916      | 1916       | 1989      | 1989       | 2002      | 2002       |
| Grupo étnico | Población | Porcentaje | Población | Porcentaje | Población | Porcentaje |
| ------------ | --------- | ---------- | --------- | ---------- | --------- | ---------- |
| Georgianos   | 60        | 20,4%      | 65        | 35%        | 49        | 79%        |
| Osetios      | 234       | 79,6%      | 112       | 65%        | 13        | 21%        |
| Total        | 177       | 100%       | 177       | 100%       | 62        | 100%       |

## Infraestructura

### Arquitectura, monumentos y lugares de interés
Arkneti tiene una iglesia tipo salón dedicado a María.